# Omega2 Aquarii
Título a ser usado para criar uma ligação interna é Omega2 Aquarii.
Omega2 Aquarii (105 Aquarii) é uma estrela binária na direção da constelação de Aquarius. Possui uma ascensão reta de 23h 42m 43.28s e uma declinação de −14° 32′ 41.1″. Sua magnitude aparente é igual a 4.49. Considerando sua distância de 154 anos-luz em relação à Terra, sua magnitude absoluta é igual a 1.12. Pertence à classe espectral B9V.